# Siniatsiko
Der Siniatsiko (griechisch Σινίατσικο; auch Askio Άσκιο) ist ein Berg mit einer Gipfelhöhe von 2111 m im, Regionalbezirk Kozani der griechischen Region Westmakedonien. Er liegt im Südwesten der Stadt Ptolemaida in etwa 10 km Entfernung sowie im Nordwesten der Stadt Kozani in etwa 25 km Entfernung.
Er gehört zu einer Reihe von Bergen, welche von Nord-Nordwest nach Süd-Südost die Region Westmakedonien durchzieht. Diese Serie von Bergen ist dem Pindos-Hauptkamm nach Osten hin vorgelagert und wird von diesem durch den Ober- und Mittellauf des Flusses Aliakmonas getrennt. Der nordnordwestlich benachbarte Berg ist der Verno (Vitsi), der südsüdöstlich benachbarte Berg ist der Vourinos. Zwischen der Südflanke des Vitsi und der Nordflanke des Siniatsiko verläuft der Klisoura-Pass mit der Straße von Amyndeo nach Kastoria. Auf diesem Pass liegt die Ortschaft Klisoura. Die südlichen Ausläufer des Siniatsiko treffen zwischen Kozani und Siatista auf die nördlichen Ausläufer der Vourinos. Über den Pass zwischen Siniatsiko und Vourinos führt die Nationalstraße 15 von Kozani nach Grevena.
In seiner Längsachse von Nordnordwest nach Südsüdost misst der Siniatsiko rund 33 km im Durchmesser. Er trennt dabei den Regionalbezirk Kozani geographisch in zwei Teile: westlich des Berges findet sich der Mittellauf des Aliakmonas mit der Kleinstadt Siatista und östlich des Berges findet sich der südliche Teil der Ebene von Eordea mit den Städten Ptolemaida und Kozani.
Weitere Gipfel des Siniatsiko sind Agriochiros 1409 m, Agroskordo 1429 m, Padi 1366 m, Pyrgos 1517 m, Skarpa 1624 m, Tsoukes 1348 m, Skokos 1824 m, Magoula 1621 m und Makrygianni 1542 m.
Der Berg selbst besteht vorwiegend aus kristallinem Gestein. Nennenswerte Wasserabflüsse bzw. Quellen besitzt er nicht, wobei die wenigen Wasserquellen und -abflüsse südwestlich in den Aliakmonas fließen. Eine Minderheit von kleinen Bächen fließt über die Seen Chimatitida und Zazari in den Vegoritida-See über den kleinen Fluss Soulos nach Nordosten.
Die westliche und nordwestliche Flanke des Siniatsiko ist die wie die östliche und nordöstliche Flanke bewaldet. Die südlich gelegenen Flanken des Berges sind dagegen vegetationsarm und felsig.